# توني هيبرت
أنتوني هيبرت (بالإنجليزية: Tony Hibbert)‏، من مواليد 20 فبراير 1981 في ليفربول في إنجلترا، لاعب كرة قدم إنجليزي.
بدأ مسيرته الكروية مع نادي إيفرتون في عام 2000، وهو يلعب معهم حتى الآن.
ولدت هيبرت في ميرسيسايد ونشأ في هايتون. انضم هيبرت إلى النادي ايفرتون وهو صبي. كان عضوا في فريق الشباب ايفرتون الذي فاز بكأس الاتحاد الإنجليزي للشباب في عام 1998 ضد بلاكبيرن روفرز 5-3 على كل نبضة. بعد ثلاث سنوات، وقال انه لأول مرة كبار للنادي في مباراة الدوري الممتاز ضد ويستهام يونايتد، 31 مارس 2001، الذي نقص هيبرت الصدر ستيوارت بيرس رأى ايفرتون الحصول على ركلة جزاء. في موسم 2002-03، وكان هيبرت عضوا منتظما في فريق ايفرتون الأولى. فقد احتل مؤشر أكتيم كحق أفضل الإنجليزية مرة أخرى في موسم 2004-05.
غاب عن نهاية موسم 2005-06 بسبب الإصابة، وتعطلت استعداداته لموسم 2006-07 بعد الإصابة. وعطلت بشكل كبير هيبرت من موسم 2006-07 بسبب الإصابة. لعب مرة أخرى بشكل منتظم في مواسم 2007-08 و 2008-09. تعرض لعملية سطو رفيعة المستوى في عام 2006.
في بداية موسم 2010-11، وكان هيبرت لاعب خدم أكثر في ايفرتون، اللاعب الوحيد الذي كان في النادي طوال عهد كامل من مويس مدرب ديفيد الحالي، ولعب في البطولات الأوروبية على مدى أكثر من أي لاعب ايفرتون الأخرى. وبالإضافة إلى ذلك، وقال انه لم يكن أبداقد سجل هدفا في مسيرته، وأصبح اللاعب الحالي مع أطول سلسلة من المباريات دون أن يدخل مرماه. إلى جانب التزامها النادي، أنه لم يسبق وضع علامة ساهم في وضعها بطل عبادة بين مشجعي ايفرتون.
فاز هيبرت مباراة تقدير من ايفرتون بعد 10 عاما من الخدمة. وكانت المباراة 8 أغسطس 2012 ضد أيك أثينا اليوناني وسجل هيبرت الهدف الرابع لايفرتون في الفوز 4-1 مما دفع غزو أرض الملعب من قبل المشجعين.

## روابط خارجية
- توني هيبرت على موقع الاتحاد الأوربي (الإنجليزية)
- توني هيبرت على موقع قاعدة بيانات كرة القدم.إي يو (الإنجليزية)
- توني هيبرت على موقع ليكيب (الفرنسية)
- توني هيبرت على موقع Soccerbase.com (لاعب) (الإنجليزية)
- توني هيبرت على موقع Soccerway.com (الإنجليزية)
- توني هيبرت على موقع عالم كرة القدم.نت (الإنجليزية)
- توني هيبرت على موقع كووورة
- توني هيبرت على موقع AS.com (الإسبانية)